# Кумми
Кумми (Куммийское царство, шумерское Кимаш, урартск. Кумену, Кумени, Кумани, Куммани, асс. Кумману) — одно из независимых хурритских государств, существовавших в конце 3-го — нач. 2-го тыс. до н. э. в Верхней Месопотамии. Находилось в долине реки Большой Заб, примерно на границе современного турецкого ила Хаккяри и Сирии.
К началу XIV века до н. э. из царств Кумми и Алше образовалась Митаннийская держава.
В XIV веке до н. э. в ходе упадка Митанни после убийства Тушратты, Куммийское царство (Хурри) вновь получило независимость.
В XIII веке до н. э. царство попало под власть Ассирии.
Эмиль Форрер считал, что город Кумме (Куму, Кума) являлся городом страны Куммани (Кумани). Отождествляет поселение Кума (Куму, Кумме) и Кумани также И. М. Дьяконов. Армянский востоковед Н. В. Арутюнян считает, что мнение Форрера лишено оснований, ибо в ассирийских и урартских надписях трудно найти прямые или косвенные доказательства этому. Мало того, в ассирийских надписях в связи со страной Кумани встречается не Кумме, а совершенно другой город — Кипшу (Кипшуна, Кипша). Кумме и Куммани расположены на значительном расстоянии друг от друга.
Коммагена (Куммух) и Команы в Понте, вероятно, изначально были ассирийскими колониями с арамейскими поселениями из города Кумме, который локализуется на реке Большой Заб, левом притоке Тигра.